# Thagria lisa
Thagria lisa är en insektsart som beskrevs av Zhang och Shu Wen An 1994. Thagria lisa ingår i släktet Thagria och familjen dvärgstritar. Inga underarter finns listade i Catalogue of Life.